# Murexechinus melanurus
Murexechinus melanurus је врста сисара торбара из реда Dasyuromorphia и породице Dasyuridae. 

## Распрострањење
Ареал врсте је ограничен на две државе. Врста је присутна у следећим државама: Папуа Нова Гвинеја и Индонезија (Западна Нова Гвинеја). Врста је присутна на подручју острва Нова Гвинеја.

## Станиште
Станишта врсте су шуме до 2.800 метара надморске висине. 

## Угроженост
Ова врста је наведена као последња брига, јер има широко распрострањење и честа је врста.